# エトムント・ランダウ
エトムント・ゲオルク・ヘルマン・ランダウ（Edmund Georg Hermann Landau, 1877年2月14日 - 1938年2月19日）は、ドイツの数学者。主な業績は、解析的整数論におけるもの。ランダウの記号を広めた。

## 人物
ベルリンの裕福なユダヤ系の家庭に生まれ、ベルリン大学で数学を学ぶ。1901年にベルリン大学で教授資格を得、1908年までここで講師として教えた。1905年にはパウル・エールリヒの娘マリアンネと結婚。
1909年、ヘルマン・ミンコフスキーの後任として、ゲッティンゲン大学に招聘される。ダフィット・ヒルベルト、フェリックス・クラインといった著名な同僚たちと対等な立場で教鞭をとったが、1933年になり、ユダヤ系の出自のためにナチス寄りの学生たちから講義をボイコットされ、1934年には引退を強要されるまでに至った。死の直前まで、散発的ではあるが、ブリュッセルやケンブリッジで教鞭をとっていた。ベルリンにて没。
教科書を数多く執筆。多くは英訳されている。